# العلاقات البرتغالية الفانواتية
العلاقات البرتغالية الفانواتية هي العلاقات الثنائية التي تجمع بين البرتغال وفانواتو.

## مقارنة بين البلدين
هذه مقارنة عامة ومرجعية للدولتين:
| وجه المقارنة                                              | البرتغال                                                  | فانواتو                                  |
| --------------------------------------------------------- | --------------------------------------------------------- | ---------------------------------------- |
| المساحة (كم2)                                             | 92.21 ألف                                                 | 12.19 ألف                                |
| عدد السكان (نسمة)                                         | 10.60 مليون                                               | 276.24 ألف                               |
| الكثافة السكانية (ن./كم²)                                 | 114.95                                                    | 22.66                                    |
| العاصمة                                                   | لشبونة                                                    | بورت فيلا                                |
| اللغة الرسمية                                             | اللغة البرتغالية، اللغة الميراندية                        | اللغة البسلاما، لغة فرنسية، لغة إنجليزية |
| العملة                                                    | يورو، اسكودو برتغالي                                      | فاتو فانواتي                             |
| الناتج المحلي الإجمالي (بليون دولار)                      | 217.57 مليار                                              | 862.88 مليون                             |
| الناتج المحلي الإجمالي (تعادل القوة الشرائية) بليون دولار | 307.82 مليار                                              | 790.76 مليون                             |
| الناتج المحلي الإجمالي الاسمي للفرد دولار أمريكي          | 19.22 ألف                                                 | 2.81 ألف                                 |
| الناتج المحلي الإجمالي للفرد دولار أمريكي                 | 28.76 ألف                                                 | 3.03 ألف                                 |
| مؤشر التنمية البشرية                                      | 0.830                                                     | 0.594                                    |
| رمز المكالمات الدولي                                      | +351                                                      | +678                                     |
| رمز الإنترنت                                              | .pt                                                       | .vu                                      |
| المنطقة الزمنية                                           | توقيت غرب أوروبا، توقيت غرب أوروبا الصيفي، أوروبا/لشبونة ‏ | ت ع م+11:00                              |

## منظمات دولية مشتركة
يشترك البلدان في عضوية مجموعة من المنظمات الدولية، منها:
| علم المنظمة | اسم المنظمة                        | تاريخ انضمام البرتغال | تاريخ انضمام فانواتو |
| ----------- | ---------------------------------- | --------------------- | -------------------- |
|             | يونسكو                             | 11 مارس 1965          | 10 فبراير 1994       |
|             | مؤسسة التمويل الدولية              | 8 يوليو 1966          | 28 سبتمبر 1981       |
|             | بنك التنمية الآسيوي                | 2002                  | 1981                 |
|             | منظمة حظر الأسلحة الكيميائية       | ?                     | ?                    |
|             | مؤسسة التنمية الدولية              | 29 ديسمبر 1992        | 28 سبتمبر 1981       |
|             | منظمة التجارة العالمية             | ?                     | ?                    |
|             | وكالة ضمان الاستثمار متعدد الأطراف | 6 يونيو 1988          | 27 يوليو 1988        |
|             | الاتحاد البريدي العالمي            | ?                     | ?                    |
|             | الاتحاد الدولي للاتصالات           | 1866                  | 30 مارس 1988         |
|             | الأمم المتحدة                      | 14 ديسمبر 1955        | 15 سبتمبر 1981       |
|             | البنك الدولي للإنشاء والتعمير      | 29 مارس 1961          | 28 سبتمبر 1981       |
|             | المنظمة الهيدروغرافية الدولية      | ?                     | ?                    |

## وصلات خارجية
- موقع وزارة الخارجية البرتغالية